# Конга (фильм)
«Конга» (англ. Konga) — британо-американский научно-фантастический фильм ужасов 1961 года, снятый режиссёром Джоном Лемонтом.

## Сюжет
Через год после поездки в Африку британский ботаник — доктор Чарльз Декер возвращается в Англию. Доктор Декер привозит с собой детёныша шимпанзе по кличке Конга. За год исследований в джунглях Уганды учёный открыл для себя новую эволюцию растений и животных, которые могут вырастать до огромных размеров. Доктор Декер считает, что нашёл революционное звено между флорой и фауной. Чтобы подтвердить свою теорию, обезумевший учёный изготавливает сыворотку из листьев растений и вводит её подопытной шимпанзе Конге, которая начинает превращаться в большую свирепую гориллу. Конга начинает повиноваться своему хозяину. С помощью Конги доктор Декер устраняет двух своих конкурентов, стоящих на пути его научной славы — декана Фостера и профессора Тагора. Однажды ассистентка и любовница доктора Декера Маргарет подслушала и увидела сцену, в которой доктор предлагает руку и сердце своей новой знакомой, студентке Сандре Бэнкс. Разгневанная Маргарет даёт Конге большую дозу препарата, в результате чего Конга вырастает до гигантских размеров и начинает наводить страх на жителей Лондона. После того как подоспевшие военные с помощью огнестрельного оружия убивают Конгу, гигант падает на землю и превращается в мёртвого детёныша шимпанзе.

## В ролях
- Майкл Гоф — доктор Чарльз Декер
- Марго Джонс — Маргарет
- Джесс Конрад — Боб Кентон
- Клер Гордон — Сандра Бэнкс
- Остин Тревор — декан Фостер
- Джек Уотсон — суперинтендант Браун
- Джордж Пастелл — профессор Тагор
- Ванда Годселл — миссис Кентон
- Стэнли Морган — инспектор Лоусон
- Грейс Арнольд — мисс Барнсделл
- Леонард Сакс — Джон Кентон
- Николас Беннетт — Дэниел
- Ким Трейси — Мэри
- Куперт Осборн — Эрик
- Уэйвни Ли — Джанет
- Джон Уэлш — комиссар Гарланд
- Стивен Беркофф — студент на экскурсии (нет в титрах)

## Съёмочная группа
- Режиссёр: Джон Лемонт
- Продюсеры: Херман Коэн, Нат Коэн (нет в титрах), Стюарт Леви (нет в титрах)
- Сценаристы: Херман Коэн, Кандел Абен
- Оператор: Десмонд Дикинсон
- Композитор: Джерард Шульманн